# Baita, Shandong
Baita (kinesiska: 白塔, 白塔镇) är en köping i Kina. Den ligger i provinsen Shandong, i den östra delen av landet, omkring 80 kilometer öster om provinshuvudstaden Jinan. Antalet invånare är 36 761. Befolkningen består av 18 222 kvinnor och 18 539 män. Barn under 15 år utgör 15,0 %, vuxna 15-64 år 74 %, och äldre över 65 år 10,0 %.
Genomsnittlig årsnederbörd är 818 millimeter. Den regnigaste månaden är juli, med i genomsnitt 300 mm nederbörd, och den torraste är januari, med 6 mm nederbörd.